# Rhamphidarpe occidentalis
Rhamphidarpe occidentalis är en mångfotingart som beskrevs av Kraus 1958. Rhamphidarpe occidentalis ingår i släktet Rhamphidarpe och familjen Odontopygidae. Inga underarter finns listade i Catalogue of Life.